# Olympische Winterspiele 2006/Teilnehmer (Andorra)
| Gelbes Symbol für Goldmedaillen mit stilisierten Olympischen Ringen | Graues Symbol für Silbermedaillen mit stilisierten Olympischen Ringen | Braundes Symbol für Bronzemedaillen mit stilisierten Olympischen Ringen |
| ------------------------------------------------------------------- | --------------------------------------------------------------------- | ----------------------------------------------------------------------- |
| —                                                                   | —                                                                     | —                                                                       |

Andorra nahm an den Olympischen Winterspielen 2006 im italienischen Turin mit einer Delegation von fünf Athleten teil.

## Flaggenträger
Der alpine Skirennläufer Alex Antor trug die Flagge Andorras während der Eröffnungsfeier.

## Teilnehmer nach Sportarten

### Ski alpin
- Alex Antor
Abfahrt, Männer: 39. Platz – 1:55,01 min
Super-G, Männer: ausgeschieden
Riesenslalom, Männer: 36. Platz – 2:31,39 min
Slalom, Männer: ausgeschieden im 2. Lauf
Alpine Kombination, Männer: ausgeschieden im Slalom (1. Lauf)
- Roger Vidosa
Abfahrt, Männer: 50. Platz – 1:59,24 min
Slalom, Männer: 27. Platz – 1:54,03 min
Alpine Kombination, Männer: 28. – 3:21,37 min

### Ski nordisch
- François Soulié
15 km klassisch, Männer: 71. Platz – 44:42,6 min
Doppelverfolgung, Männer: ausgeschieden
50 km Freistil, Männer: ausgeschieden